# Jayasari (Langkaplancar)
Jayasari is een bestuurslaag in het regentschap Ciamis van de provincie West-Java, Indonesië. Jayasari telt 3172 inwoners (volkstelling 2010).